# Ioánnis Kalogerás
Ioánnis Kalogerás (en grec : Ιωάννης Καλογεράς) est né en 1876 à Spartias, en Grèce, et décédé le 26 juillet 1957 à Athènes. C'est un militaire et un homme politique grec.
Formé à l'École des Évelpides, à Athènes, et à l'École spéciale militaire de Saint-Cyr, en France, Ioánnis Kalogerás participe ensuite aux guerres balkaniques, à la Première Guerre mondiale et à la Guerre gréco-turque. Ayant démissionné de l'armée en août 1923, il participe toutefois à l'écrasement de la tentative de coup d'État royaliste d'octobre 1923.
Ayant fortement contribué à la mise en place de la République hellénique, il est élu député de 1924 à 1932.